# Episodi di Casualty (diciassettesima stagione)
La diciassettesima stagione della serie televisiva Casualty è stata trasmessa in anteprima nel Regno Unito da BBC One tra il 14 settembre 2002 e il 21 giugno 2003.
| nº | Titolo originale                             | Titolo italiano | Prima TV UK       | Prima TV Italia |
| -- | -------------------------------------------- | --------------- | ----------------- | --------------- |
| 1  | Déjà Vu                                      |                 | 14 settembre 2002 |                 |
| 2  | Protection                                   |                 | 21 settembre 2002 |                 |
| 3  | Judgement Day                                |                 | 28 settembre 2002 |                 |
| 4  | Thicker Than Water                           |                 | 5 ottobre 2002    |                 |
| 5  | What Little Girls Are Made Of                |                 | 12 ottobre 2002   |                 |
| 6  | What's Love Got to Do with It                |                 | 19 ottobre 2002   |                 |
| 7  | The Ties That Bind                           |                 | 26 ottobre 2002   |                 |
| 8  | It's a Boy Thing                             |                 | 2 novembre 2002   |                 |
| 9  | Innocence                                    |                 | 9 novembre 2002   |                 |
| 10 | Return of the Native                         |                 | 16 novembre 2002  |                 |
| 11 | Up to Your Neck in It                        |                 | 23 novembre 2002  |                 |
| 12 | Gimme Shelter                                |                 | 30 novembre 2002  |                 |
| 13 | Blame                                        |                 | 7 dicembre 2002   |                 |
| 14 | Feuds and Fury                               |                 | 14 dicembre 2002  |                 |
| 15 | Some Comfort, No Joy and a Bit Too Much Love |                 | 21 dicembre 2002  |                 |
| 16 | Living for the Moment                        |                 | 28 dicembre 2002  |                 |
| 17 | Friend or Foe                                |                 | 4 gennaio 2003    |                 |
| 18 | Collision Course                             |                 | 11 gennaio 2003   |                 |
| 19 | Sins of the Father                           |                 | 18 gennaio 2003   |                 |
| 20 | Spiteful God                                 |                 | 25 gennaio 2003   |                 |
| 21 | Flight                                       |                 | 1º febbraio 2003  |                 |
| 22 | Love Hurts                                   |                 | 8 febbraio 2003   |                 |
| 23 | Hitting Home (Part 1)                        |                 | 15 febbraio 2003  |                 |
| 24 | Hitting Home (Part 2)                        |                 | 22 febbraio 2003  |                 |
| 25 | Dire Straits                                 |                 | 1º marzo 2003     |                 |
| 26 | Fool for Love                                |                 | 8 marzo 2003      |                 |
| 27 | Keep It in the Family                        |                 | 15 marzo 2003     |                 |
| 28 | A Hard Day's Night                           |                 | 22 marzo 2003     |                 |
| 29 | Side Effects                                 |                 | 29 marzo 2003     |                 |
| 30 | An Act of God                                |                 | 5 aprile 2003     |                 |
| 31 | The Point of No Return                       |                 | 12 aprile 2003    |                 |
| 32 | Stuck in the Middle with You                 |                 | 19 aprile 2003    |                 |
| 33 | Getting Through                              |                 | 26 aprile 2003    |                 |
| 34 | Hurt the One You Love                        |                 | 3 maggio 2003     |                 |
| 35 | An Accident Waiting to Happen                |                 | 10 maggio 2003    |                 |
| 36 | Out on a Limb                                |                 | 17 maggio 2003    |                 |
| 37 | Baby Blues                                   |                 | 31 maggio 2003    |                 |
| 38 | Last Man Standing                            |                 | 7 giugno 2003     |                 |
| 39 | Three in a Bed                               |                 | 14 giugno 2003    |                 |
| 40 | A Special Day                                |                 | 21 giugno 2003    |                 |